# Наръчник за необвързани
„Наръчник за необвързани“ (на английски: How to Be Single) е американска романтична комедия от 2016 г. на режисьора Крисчън Дитър, по сценарий на Аби Кон, Марк Силвърщайн и Дейна Фокс, базиран е на едноименния роман на Лиз Тучило. Във филма участват Дакота Джонсън, Ребъл Уилсън, Деймън Уейънс младши, Андърс Холм, Алисън Бри, Никълъс Браун, Джейк Лейси, Джейсън Манцукас и Лесли Ман. Филмът е пуснат театрално в Съединените щати на 12 февруари 2016 г. от Warner Bros. Pictures. Той спечели над $112 милиона световно и получи смесени отзиви от критиците.
В България филмът е пуснат на същата дата от Александра Филмс.
На 31 март 2020 г. е излъчен по bTV Cinema с български войсоувър дублаж, направен в студио VMS. Екипът се състои от:
| Озвучаващи артисти  | Мина Костова София Джамджиева Ася Рачева Момчил Степанов Петър Бонев |
| Преводач            | Полина Николова                                                      |
| Тонрежисьор         | Венелин Николов                                                      |
| Режисьор на дублажа | Радослав Рачев                                                       |